# Strebloides
Strebloides es un género de foraminífero bentónico de la familia Discorbidae, de la superfamilia Discorboidea, del suborden Rotaliina y del orden Rotaliida. Su especie tipo es Discorbis advena. Su rango cronoestratigráfico abarca el Holoceno.

## Clasificación
Strebloides incluye a las siguientes especies:
- Strebloides advenum
- Strebloides advenus
- Strebloides pseudotepidus